# Sycon compactum
Sycon compactum är en svampdjursart som beskrevs av Lawrence Morris Lambe 1893. Sycon compactum ingår i släktet Sycon och familjen Sycettidae. Inga underarter finns listade i Catalogue of Life.